# Шорндорф (Горњи Палатинат)
Шорндорф (њем. Schorndorf) град је у њемачкој савезној држави Баварска. Једно је од 38 општинских средишта округа Кам. Према процјени из 2010. у граду је живјело 2.597 становника. Посједује регионалну шифру (AGS) 9372158.

## Географски и демографски подаци
Шорндорф се налази у савезној држави Баварска у округу Кам. Град се налази на надморској висини од 419 метара. Површина општине износи 38,5 km². У самом граду је, према процјени из 2010. године, живјело 2.597 становника. Просјечна густина становништва износи 67 становника/km².